# Castell i muralles de Vistabella del Maestrat
El castell i les muralles de Vistabella del Maestrat són unes restes del patrimoni historicoartístic d'aquesta localitat de la comarca de l'Alt Maestrat, al País Valencià. Tenen la consideració de Bé d'Interés Cultural des de l'any 2010. Dintre de la delimitació de la protecció es troben altres cosntrucciones declarades a més Bé Immoble de Rellevància Local, com l'Antic Palau, o la Casa Gòtica.

## El castell
Tot just romanen algunes restes del castell, després del seu enderroc a principis del segle xx. D'origen àrab, aquesta fortificació defensiva es va ubicar en un turó, situat estratègicament per a defendre les terres del riu de Montlleó. Apareix citat l'any 1303, en un document de la compra de Culla per part de Guillem d'Anglesola. Actualment en aquest emplaçament es troba el dipòsit d'aigua de Vistabella del Maestrat, a la part nord-oest de la població.

## Les muralles
El recinte emmurallat de Vistabella es va alçar al voltant del castell i de la vila cristiana de nova planta, la qual es va dissenyar al voltant del carrer Major, d'orientació est-oest, i els diversos carrers que la creuen en direcció nord-sud. Es van construir d'una sola vegada, amb maçoneria de pedra de la zona, unida amb argamassa.
La muralla no és exempta sinó que queda dins de la trama urbana actual, perquè estava formada per les parets laterals i posteriors de les cases. Actualment, les zones on millor es conserven són a la part nord de la població i al carrer del Mur, on hi ha dos portals.

### Les portes
Les muralles de la vila hi van tindre fins a sis portes al llarg del seu perímetre: una a cada banda del carrer Major:
- Per la Porta de Ponent hi arribaven els camins de Mosquerola, Vilafranca, Puertomingalvo i Sant Joan de Penyagolosa. Va ser destruïda a principis del segle xx, junt l'antic castell.
- Per la Porta de l'est hi arribaven els camins de Culla, Atzeneta del Maestrat i Xodos.

Les altres quatre s'ubicaven a la part sud i tenien un ús domèstic. En queden dues, el Portal de Sant Roc, que conserva un panell de ceràmica amb la imatge del sant, i el Portal del Forn. La del carrer Roser va ser desmuntada i carregada a un camió per l'Ajuntament a inicis dels anys 50 del segle xx, segons testimonis presencials. L'Arxiu de Vistabella conserva una imatge d'esta porta que data de finals dels anys 40.